# Schizosaccharomyces
Schizosaccharomyces es un género de levaduras de fisión. La especie más estudiada es S. pombe.
Se han descrito cuatro especies Schizosaccharomyces hasta la fecha (S. pombe, S. japonicus, S. octosporus Y S. cryophilus). S. pombe es un organismo de modelo de estudio muy importante en el estudio de biología de la célula eucariota.  Es particularmente útil en estudios evolutivos porque se piensa que divergió de Saccharomyces cerevisiae entre 300 millones y mil millones de años atrás, por lo que proporciona una comparación evolutiva distante.